# Bulbul de Xavier
Phyllastrephus xavieri
Espèce
Statut de conservation UICN

 LC  : Préoccupation mineure
Le Bulbul de Xavier (Phyllastrephus xavieri) est une espèce de passereau de la famille des Pycnonotidae.

## Répartition
On le trouve au Cameroun, République centrafricaine, République du Congo, République démocratique du Congo, Gabon, Nigeria, Guinée équatoriale, Ouganda et Tanzanie.

## Habitat
Son habitat naturel est les forêts sèches subtropicales ou tropicales et les forêts humides subtropicales ou tropicales en plaine ou en montagne.

## Sous-espèces
Cet oiseau est représenté par deux sous-espèces :
- Phyllastrephus xavieri serlei Chapin 1949
- Phyllastrephus xavieri xavieri (Oustalet) 1892